# Alpine A106
Alpine A106 byl první sportovní automobil a první automobil vůbec, který vyráběla francouzská automobilka v letech 1955 až 1961. Celkem bylo vyrobeno 251 vozů. Největší úspěch automobilu přineslo vítězství v závodu Mille Miglia v roce 1955.

## Popis
Poháněl jej zážehový čtyřválec o objemu 747 cm³ a výkonu 31,6 kW. Motor pocházel z vozu Renault 4CV. Karoserie byla vyrobena z laminátu. Vůz byl prodáván dealerskou sítí Renault.